# Dalian (Pingtan)
Dalian (chinesisch 大练乡, Pinyin Dàliàn Xiāng) ist eine Gemeinde des Kreises Pingtan der Stadt Fuzhou in der südostchinesischen Provinz Fujian. Die Gemeinde hat eine Fläche von 14,7 km², die sich auf zwei Inseln, die Dalian-Insel (大练岛) und die Xiaolian-Insel (小练岛) verteilen. Die Gemeinde hat insgesamt ca. 9.000 Einwohner (Ende 2004).
Ein berühmter archäologischer Fund - das chinesische Schiffswrack namens "Daliandao Nr.1" aus der Zeit der Yuan-Dynastie wurde nach ihr benannt.

## Administrative Gliederung
Dalian setzt sich aus neun Dörfern (村) zusammen. Diese sind:
- Lixin (立新村), Zentrum, Sitz der Gemeinderegierung;
- Dongjiao (东礁村);
- Ruiyang (瑞洋村);
- Sherengong (舍仁宫村);
- Weidong (围东村);
- Xijiao (西礁村);
- Xiujiao (秀礁村);
- Yueju (月举村);
- Yuxian (渔限村).